# Juan Valera

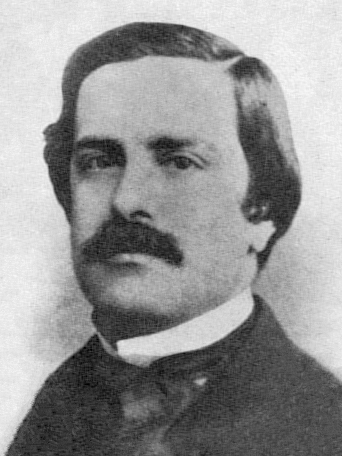
Juan Valera y Alcalá Galiano (1824–1905)

Juan Valera y Alcalá Galiano (* 18. Oktober 1824 in Cabra, Provinz Córdoba, Spanien; † 18. April 1905 in Madrid) war ein spanischer Schriftsteller, Politiker und Diplomat.
In die gängigen literarischen Epochen seiner Zeit (Realismus, Naturalismus) lässt er sich schwer einordnen; als großer Stilist ist er in dieser Epoche eher eine singuläre Erscheinung.

## Leben
Juan Valera stammte aus einer nicht wohlhabenden andalusischen Adelsfamilie aus der Provinz Córdoba; sein Vater war ein liberaler Marineoffizier, bereits im Ruhestand. Er verbrachte seine Kindheit in Cabra und dem Nachbardorf Doña Mencía (beide tauchen oft in seinen Werken auf). Von 1837 bis 1840 besuchte er in Málaga das Seminario Conciliar, veröffentlichte erste Verse und lernte über seinen Bruder José de Espronceda und andere Romantiker kennen. Ein Jahr studierte er am Colegio del Sacro Monte in Granada, 1842 ging er nach Madrid, wo er wenig studierte, dafür viel schrieb und auch das eine oder andere veröffentlichen konnte. Dort hatte er eine Liebesaffäre mit der zehn Jahre älteren Dichterin Gertrudis Gómez de Avellaneda, die er auch unter dem Decknamen „Lelia“ in seinen Gedichten verewigte. Er bestand seine Prüfungen nicht, musste nach Granada zurück und beendete dort sein Jurastudium; sein Vater bezahlte ihm die Herausgabe des Lyrikbändchens, Ensayos poéticos. 1846 ging er nach Madrid zurück, wo er Zugang zur adeligen Gesellschaft fand und ein recht angenehmes Salonleben führte; Ángel de Saavedra, Duque de Rivas, verschaffte ihm einen Posten als Attaché ohne Bezahlung an der spanischen Botschaft in Neapel, wo der Duque selbst Botschafter war. Im Folgenden diente Valera als Diplomat in Neapel (1847–49), Lissabon (1849–51), Rio de Janeiro (1851–53), Dresden (1855), Russland (1856), Frankfurt am Main (1865), Lissabon (1881–84), Washington, D. C. (1884–86), Brüssel (1886–88) und Wien (1893–95). Er beherrschte mehrere Sprachen, war ein Mann von Welt und sehr gebildet, litt aber trotzdem immer an finanziellen Problemen. Als Politiker stand er auf Seiten der Moderados (Gemäßigten Partei). 1858 wurde er zum Abgeordneten in die Cortes, das spanische Parlament, gewählt, wo er jedoch (wie auch sein Schriftstellerkollege Benito Pérez Galdós) wenig Aktivitäten entfaltete. Später wurde er Senator für die Provinz Córdoba und kurze Zeit Subsecretario de Estado (Staatssekretär, während der so genannten Revolución Gloriosa, der „Glorreichen Revolution“ von 1868).
Er war bis ins hohe Alter ein Charmeur und Don Juan: Unter anderem hatte er ein Liebesverhältnis mit Malvina, der Tochter des Duque de Rivas; nach zahlreichen anderen Abenteuern heiratete er schließlich 1867, mit 43 Jahren, mehr aus Langeweile denn aus Liebe, wie es heißt (die Ehe war auch nicht sehr glücklich). Er hatte außerdem ein Verhältnis mit einer Schauspielerin in Sankt Petersburg, und in Washington gab es einen Skandal, als die junge Katherine Lee Bayard aus unglücklicher Liebe zu dem bereits 60-Jährigen im Vorzimmer der Botschaft Selbstmord begeht, womit er sich einige Schwierigkeiten einhandelte. Ziemlich zur gleichen Zeit, während Valera in Washington war, starb daheim sein ältester und Lieblingssohn.
Seine letzten Lebensjahre verbrachte er, allmählich erblindend (er diktierte seine letzten Werke einem Sekretär), in Madrid, wo er an den Sitzungen der Real Academia Española teilnahm (er wurde 1861 Mitglied) und wo er auch am 18. April 1905 starb.

## Werk
Als Literat war Valera eigentlich ein Mann des 18. Jahrhunderts, der klassizistische und humanistische Werte vertritt. Inmitten der heftigen politischen Auseinandersetzungen im spanischen 19. Jahrhundert zeichnete er sich durch weltanschauliche Toleranz aus, er war vorrangig ein Ästhet und Hedonist. So nannte man Valera des Öfteren einen „Realisten mit weißen Handschuhen“, andere bezeichneten seine Weltsicht als „poetischen Realismus“ und seine Werke als psychologische Charakterromane. Als deren Hauptcharakteristik könnte man das Überwiegen einer inneren Handlung gegenüber dem rein äußerlichen Geschehen bezeichnen; die Romane zentrieren sich meist um eine Hauptfigur, die auch zugleich den Titel bildet und deren psychologische Konflikte im Mittelpunkt des Interesses stehen. Er analysiert Seelenzustände, nicht die objektive Wirklichkeit wie die anderen realistischen Schriftsteller seiner Zeit.
Valera zielte nach eigenen Aussagen auf ein breites Publikum ab und konnte es dennoch nicht erreichen, da er sich oft in gelehrten Abschweifungen ergeht und seine langsam dahinfließenden Romane für den an die handlungs- und spannungsreichen Feuilletonromane gewöhnten Durchschnittsleser zu langatmig wirkten. Er wollte mit seinen literarischen Werken auch Geld verdienen und beklagte sich oft in seinen Briefen, wie wenig Bücher verkauft wurden und wie wenig Leser er habe. Dies obwohl im Mittelpunkt seiner Werke eine Liebesthematik steht, die manche Tabus überschreitet; Frauen werden bei ihm nicht selten als intellektuell und gefühlsmäßig überlegen eingestuft, der Mann erscheint in einer lebensuntüchtigen, von unklaren Illusionen bestimmten Rolle.
Juan Valera hat auch eine wichtige Rolle für die Goethe-Rezeption in Spanien gespielt (so verfasst er 1878 ein Vorwort zur spanischen Übersetzung des Faust, hat auch selbst einzelne Partien übersetzt).

### Pepita Jiménez
Seinen ersten Roman Pepita Jiménez schrieb Juan Valera 1874, als er bereits 50 Jahre alt war. Es ging hier um die erwachende Liebe eines Seminaristen, Don Luis de Vargas, zu einer zwanzigjährigen Witwe, der Titelfigur Pepita Jiménez, und zugleich um den Konflikt zwischen geistlicher Berufung und weltlicher Liebe, um eine mögliche Versöhnung zwischen Katholizismus und Moderne. In seiner Begeisterung über das bahnbrechende Werk prägte der etwas jüngere spanische Schriftsteller Clarín hierzu das Bonmot: „Wenn die Philosophie Pepita Jiménez heißt, wird sie unvergesslich“.

### Weitere Werke

#### Romane
- Las ilusiones del doctor Faustino 1875
- El comendador Mendoza 1877
- Pasarse de listo 1878
- Doña Luz 1879
- Juanita la Larga 1896
- Genio y figura 1897
- Morsamor 1899

#### Erzählungen und Kurzgeschichten
- Parsondes 1859
- El pájaro verde 1860
- El bermejiano prehistórico 1879
- Zorina 1880
- El hechicero 1894
- El caballero del azor 1896
- El cautivo de Doña Mencía 1897
- Garuda o la cigüeña blanca 1898
- El maestro Raimundico 1898.

#### Lyrik
- Ensayos poéticos 1844
- Poesías 1858
- Canciones, romances y poemas 1886

#### Theaterstücke
- Tentativas dramáticas 1871

## = Weblinks
=
- Literatur von und über Juan Valera im Katalog des Ibero-Amerikanischen Instituts in Berlin
- Literatur von und über Juan Valera im Katalog der Deutschen Nationalbibliothek
- Literatur von und über Juan Valera im Katalog der Bibliothek des Instituto Cervantes in Deutschland
- Werke von Juan Valera im Projekt Gutenberg-DE

| Personendaten    | Personendaten                 |
| ---------------- | ----------------------------- |
| NAME             | Valera, Juan                  |
| ALTERNATIVNAMEN  | Valera y Alcalá Galiano, Juan |
| KURZBESCHREIBUNG | spanischer Schriftsteller     |
| GEBURTSDATUM     | 18. Oktober 1824              |
| GEBURTSORT       | Cabra, Spanien                |
| STERBEDATUM      | 18. April 1905                |
| STERBEORT        | Madrid, Spanien               |